# West Windsor (Vermont)
Ne doit pas être confondu avec West Windsor Township.
West Windsor est une localité américaine située dans le comté de Windsor, dans le Vermont. C'est là que chaque année ont lieu le départ et l'arrivée de la Vermont 100 Mile Endurance Run, un ultra-trail de 100 milles. En 2010, la ville comptait 1 099 habitants.
|                     | Woodstock (Vermont) |  |
| Reading (Vermont)   | West Windsor        |  |
| Cavendish (Vermont) |                     |  |